# Kees Boeke (musicien)
Kees Boeke (Amsterdam, janvier 1950) est un flûtiste et compositeur néerlandais.

## Carrière
Kees Boeke naît à Amsterdam. Après des études au Conservatoire Royal de La Haye, où il étudie la flûte à bec avec Frans Brüggen et le violoncelle avec Anner Bylsma, il est diplômé avec les honneurs en 1969. Il fonde l'ensemble Quadro Hotteterre (1968) et pendant de nombreuses années est un membre de l'ensemble médiéval et Renaissance Syntagma Musicum. Il est également le cofondateur de Sour Cream (1972), Little Consort Amsterdam (1978) et de l'ensemble Mala Punica en 1989. En 2001, il forme l'ensemble médiéval Tétraktys.
En 1970, Kees Boeke enseigne au Conservatoire Royal de La Haye et, en 1975, au Conservatoire d'Amsterdam. Depuis 1990, il enseigne la flûte à bec et la musique ancienne à l'Université de musique et de Théâtre de Zurich. De 2006 à 2014, il est professeur de musique médiévale et Renaissance à l'Institut de musique ancienne à Trossingen, en Allemagne.
Kees Boeke organise également des séminaires et des classes de maître de flûte à bec et de musique ancienne dans le monde entier — parmi lesquels l'Académie Deller (Lacoste, France, 1972–1982), les cours de musique ancienne (à Urbino, en Italie, de 1975 à 1982) et au festival de musique ancienne de Vancouver. De 1982 à 1986, il est responsable en tant que directeur artistique pour la Settimana Musicale di Pitigliano, ainsi que des cours internationaux de musique ancienne de San Floriano (Polcenigo, Italie, 1983-1993). Depuis 1989, il collabore avec l'Accademia Musicale Chigiana de Sienne, où, en 1994, il a produit Les Vêpres (Psalmi 4 Cori / Psaumes pour les quatre chœurs, 1612) de Ludovico da Viadana. En 2016, il organise la Settimana Musicale del Trecento, un cours d'été spécialisé dans la musique du XVIe siècle, à Arezzo, en Toscane.
En 1996, Kees Boeke travaille en tant que directeur musical de l'ensemble Cantica Symphonia avec qui il enregistre des motets de Costanzo Festa et des messes de Guillaume Dufay. Il est invité en tant que chef d'orchestre par l'ensemble vocal et instrumental, « L'Homme Armé » de Florence et l'ensemble Ars Nova de Copenhague pour les concerts en Hollande, en Belgique et au Danemark. Au fil des ans, il collabore avec le Hilliard Ensemble pour des concerts et des enregistrements de la musique d'Heinrich Isaac, de Roland de Lassus, et de Philippe de Monte et avec Philippe Pierlot du Ricercar Consort et le Concerto delle Viole de Roberto Gini, notamment pour un disque Carlo Farina.
Kees Boeke enregistre plus de 70 disques pour Teldec, Das Alte Werk, EMI, RCA, le New Age, Channel Classics, Arcana, Symphonia, Attack, Erato, Philips, Stradivarius, Glossa, Aiming et son propre label : Olive Music. Dans le domaine de la musique contemporaine, lui et Antonio Politano forment le duo Duix, spécialisé dans la musique contemporaine pour flûtes (contre)basse et électronique. En outre, Kees Boeke est actif en tant que compositeur (éd. Donemus, Amsterdam, Sheetmusicnow.com) et éditeur du répertoire de musique ancienne et de musique contemporaine (Zen-On, à Tokyo, Schott, à Londres).
Depuis 2001, il travaille en étroite collaboration avec le professeur Laurenz Lütteken de l'Université de Zurich, dans des projets et des séminaires dans les domaines de la musique médiévale, Renaissance et baroque. En 2003, il fonde son label discographique, Olive Musique, avec son épouse, la chanteuse Jill Feldman. En outre, le couple fonde un ensemble de musique médiéval, Tetraktys. Les programmes de l'ensemble Tetraktys comprennent notamment, le répertoire toscan du Trecento, des Chansons de Dufay et de ses contemporains, des œuvres extraites du Codex Squarcialupi, l'enregistrement complet du Codex Chantilly, des œuvres de Ciconia, le répertoire sacré et profane de Matteo da Perugia, le chansonnier de Johannes Heer, etc.
Depuis 1980, Kees Boeke vit en Toscane et est producteur d'huile d'olive extra vierge.

## Compositions
- 1970 : 4 in 3 in 2 in 1
- 1971 : Tombeau de Hotteterre
- 1974 : The history dump 2351
- 1979 : The Chain
- 1985 : Le Cercle
- 1992 : La Chanson
- 1993 : Le dépliage
- 1997 : VCS 7
- 2003 : Rêve de Susanna
- 2003 : AHP (Aer)

## Sources
- Eve O'Kelly, The Recorder Today, Cambridge, Cambridge University Press, 1990, 193 p. (ISBN 0-521-36660-7)
- The Image of Melancolly, Amsterdam Loeki Stardust Quartet and Kees Boeke, 1991, Channel Classics Records (en).